# Gallnerbach
Der Gallnerbach ist ein über sechshundert Meter langer Bach im Landkreis Straubing-Bogen in Niederbayern, der bei Irschenbach in der Gemeinde Haibach von links und Norden in den Irschenbach mündet.

## Verlauf
Das Quellgebiet liegt auf der Südflanke des Gallners und nach 600 Meter südlichem Lauf erreicht er das Dorf Irschenbach. Hier mündet er in den ebenfalls von Norden und von rechts kommenden Irschenbach. Der Gallnerbach verläuft ausschließlich auf Gebiet der Gemeinde Haibach. 